# 林義守
林義守（1941年11月4日—），為臺灣企業家，是義联集團的創辦人，亦為現任董事長，出身於臺中縣龍井鄉（今臺中市龍井區）大肚山的貧苦農家，從小失學，後來與大哥到高雄奮鬥，

## 簡史
- 1978年：創立燁興企業
- 1985年：於高雄縣大樹鄉觀音山創設高雄工學院（義守大學前身）。
- 1992年：成立「燁隆集團」，成為台灣鋼鐵業巨人。
- 1995年：罹患肝癌，且復發2次；同年，燁輝上市。
- 1996年：捲入假發票事件，集團形象重創，資金遭銀行緊縮，股價一蹶不振。
- 1997年：高雄工學院更名為義守大學。
- 1999年：動換肝手術。[3]
- 2000年：受全球鋼鐵不景氣衝擊，向財政部提出紓困，燁隆售予中鋼；集團更名為「燁聯集團」。
- 2003年：全球原物料景氣大好，燁輝股價漲幅超過10倍；進行集團瘦身，將聯鋼重工併入燁輝；集團三度更名為「義聯集團」。
- 2004年：買進中鋼3％股份，成為中鋼最大民股股東；義大世界開始動工；義大醫院正式營運；成立義大國際中小學。
- 2010年：義大世界開幕。[4][5]
- 2012年：透過時任政務委員楊秋興的幫忙，支持中華職棒，以新臺幣1.3億元買下興農牛並更名為「義大犀牛」，使義联集團進軍職棒。[6][7][8]
- 2014年：中華人民共和國國務院台灣事務辦公室主任張志軍抵達台灣參訪義守大學，林握手時彎腰鞠躬，輿論大力抨擊有失格調。[9]
- 2016年：宣稱由於戰績不佳，經常輸球，義大犀牛將求售

## 公益事蹟
- 2012年底，透過時任政務委員楊秋興的牽線，義联集團接手義大犀牛。[10]隔年，除聘請徐生明擔任總教練、補強胡金龍等旅美好手外，更邀請曼尼(Manny Ramirez)來台獻技，搭上2013年世界棒球經典賽的熱潮，帶動中華職棒的復甦。然而曼尼離台後，無法留住球迷。2016年6月16日，義大犀牛宣布求售，隔日接受媒體專訪，林義守宣稱是因為「輸球心情有夠壞」，看不下去才轉賣。[11][註 1]

- 2014年高雄氣爆事故，義联集團捐款新台幣6,000萬元[12]，為各界捐款金額最高；該款項由義联集團轄下之燁輝企業 （页面存档备份，存于）、燁聯鋼鐵各出資3,000萬元支付。